# Ursula Rhode-Jüchtern
Ursula Rhode-Jüchtern (geb. Pathe; * 28. Februar 1922 in Lauchstädt; † 18. Oktober 2011 in Bielefeld) war eine deutsche Kinderbuchautorin und Realschullehrerin.

## Leben
Ursula Pathe legte 1941 das Abitur ab und leistete ein Jahr lang Reichsarbeitsdienst. Von 1942 bis 1945 studierte sie in Berlin Musik. Zudem betrieb sie in Berlin und Göttingen ein Studium der Germanistik. Im Jahr 1944 heiratete sie den studierten Historiker und Bildhauer Karl-Heinz Rhode-Jüchtern (1918–1957), mit dem sie 1945 nach Bielefeld übersiedelte und vier Kinder hatte, darunter den Geografiedidaktiker Tilman Rhode-Jüchtern (* 1946). Nach dem frühen Tod ihres Ehemannes studierte Rhode-Jüchtern an der Musikakademie in Detmold und bestand 1960 ihr Examen. Anschließend war sie 20 Jahre lang als Realschullehrerin tätig.

## Werke
- Ich bin ein kleiner Sonnenstrahl. Ein Kinderbuch mit Versen. E. Schmidt, Berlin/Bielefeld/München 1949, DNB 454013566 (Illustrationen von Katharina Maillard).
- Cornelia gewinnt den Preis. E. Schmidt, Berlin/Bielefeld/München 1956, DNB 454013558 (Illustrationen von Grete von Wille-Burchardt).
- Das Kind und der Millionär. E. Schmidt, Bielefeld 1957, DNB 454013574 (Illustrationen von Anton Heinen; 2. Aufl. u. d. T. Kleines Mädchen – große Sorgen, 1961).
- Weimars kleine Schwester. Bad Lauchstädt und sein Goethe-Theater. Husum-Verlagsanstalt, Husum 2002, ISBN 3-89876-054-5.
- Richard Wagners Ästhetische Herrschaftsform. Zur Soziologie der Bayreuther Idee. In: Andreas Leutzsch (Hrsg.): Nomaden. Interdisziplinäre „Wanderungen“ im Feld der Formulare und Mythen. Transcript, Bielefeld 2003, ISBN 3-89942-111-6, S. 102–109 (degruyterbrill.com).
- Vier Augen in der Nacht. Ein Polizist und sein Hund auf Streife. Husum-Verlagsanstalt, Husum 2004, ISBN 3-89876-119-3.
- Auf der Suche nach Athen. Tagebuch 1943. Cornelia-Goethe-Literaturverlag, Frankfurt am Main 2004, ISBN 3-8267-5548-0.